# Diplotaxis dissona
Diplotaxis dissona är en skalbaggsart som beskrevs av Patricia Vaurie 1960. Diplotaxis dissona ingår i släktet Diplotaxis och familjen Melolonthidae. Inga underarter finns listade i Catalogue of Life.